# Beniamino Bonomi
Beniamino Bonomi (Verbania, 9 maart 1968) is een Italiaans kanovaarder.
Bonomi nam nam vijfmaal deel aan de Olympische Spelen en won één gouden medaille en drie zilveren medaille.

## Belangrijkste resultaten

### Olympische Zomerspelen
| Editie | Plaats      | Resultaten                           |
| ------ | ----------- | ------------------------------------ |
| 1984   | Los Angeles | 6e K-1 500m 4e K-2 500m 6e K-2 1000m |
| 1988   | Seoel       | 9e K-2 500m 7e K-4 1000m             |
| 1992   | Barcelona   | 5e K-2 1000m                         |
| 1996   | Atlanta     | K-1 1000m K-2 500 m                  |
| 2000   | Sydney      | K-2 1000 m 7e K-2 500m               |
| 2004   | Athene      | K-2 1000 m 8e K-2 500m               |

### Wereldkampioenschappen vlakwater
| Jaar | Plaats    | Resultaten                         |
| ---- | --------- | ---------------------------------- |
| 1991 | Parijs    | K-1 10000 m                        |
| 1995 | Duisburg  | K-2 500 m                          |
| 1997 | Dartmouth | K-1 1000 m · K-2 500 m · K-2 200 m |
| 1998 | Szeged    | K-4 200 m · K-2 500 m              |

1936: Alfons Dorfner & Adolf Kainz ·
1948: Hans Berglund & Lennart Klingström ·
1952: Yrjö Hietanen & Kurt Wires ·
1956: Meinrad Miltenberger & Michel Scheuer ·
1960: Gert Fredriksson & Sven-Olov Sjödelius ·
1964: Sven-Olov Sjödelius & Gunnar Utterberg ·
1968: Vladimir Morozov & Aleksandr Sjaparenko ·
1972: Nikolai Gorbatsjov & Viktor Kratasjoek ·
1976: Sergej Nagorny & Vladimir Romanovski ·
1980: Vladimir Parfenovitsj & Sergej Tsjoechrai ·
1984: Hugh Fisher & Alwyn Morris ·
1988: Greg Barton & Norman Bellingham ·
1992: Kay Bluhm & Torsten Gutsche ·
1996: Antonio Rossi & Daniele Scarpa ·
2000: Beniamino Bonomi & Antonio Rossi ·
2004: Henrik Nilsson & Markus Oscarsson ·
2008: Martin Hollstein & Andreas Ihle ·
2012: Rudolf Dombi & Roland Kökény ·
2016: Marcus Groß & Max Rendschmidt ·
2020: Thomas Green & Jean van der Westhuyzen